# آرمانی(پادشاهی)
آرمانی (پادشاهی) (انگلیسی: Armani)پادشاهی باستانی بود که توسط سارگون اکدی و نوه‌اش نارام سین  ذکر شده است و از ابلا (که ممکن است ابلا باشد یا نباشد) تا بیت ننیب امتداد داشت. محل آن بسیار مورد بحث است و در کتیبه های آشوری بعدی نیز ذکر شده است.

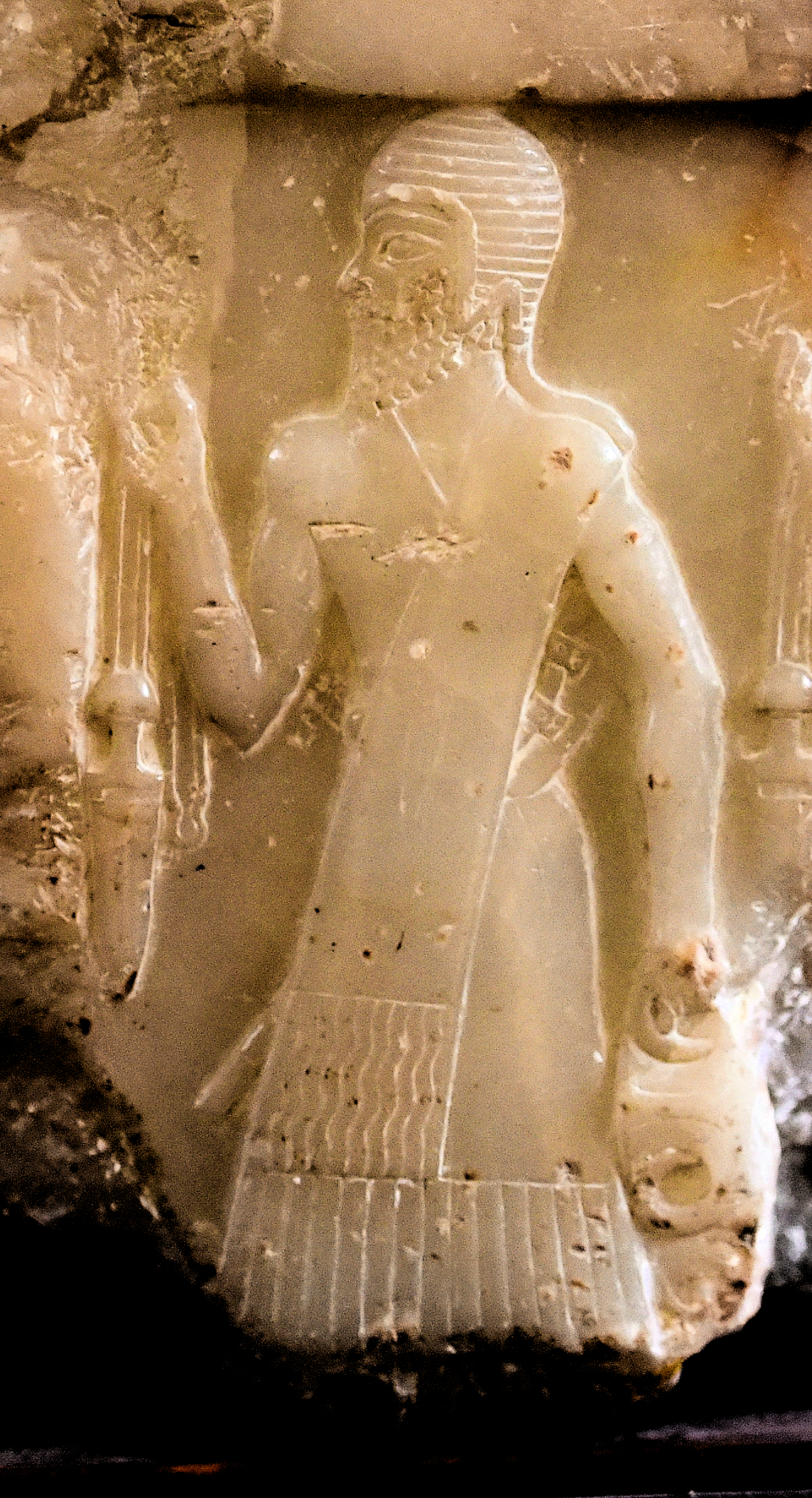
سرباز اکدی نارام سین، با کلاه ایمنی و شمشیر بلند، بر روی ستون ناصریه. او یک ظرف فلزی از نوع آناتولی حمل می کند

## محل
سوریه: در معاهدات جغرافیایی سارگون از آرمانی در کنار ابله نام برده شده است. این امر باعث شد برخی از مورخان ابلا را با ابلا سوریه و آرمانی را با آرامی سوریه یکسان بدانند.
بین النهرین:آرمانی در معاهدات سارگون در بخشی که به مناطق واقع در آشور و بابل یا سرزمین‌های مجاور شرق، برخلاف ابلا سوریه، در غرب، اشاره می‌کند، یاد شده است. پادشاه متأخر آداد-نیراری اول آشور نیز از آرمانی  که در شرق دجله و در مرز بین آشور و بابل قرار دارد یاد می کند.مورخانی که با شناسایی آرمانی اکدی در معنی آرامی سوریه مخالف هستند، آن را (همراه با ابلا اکدی) در شمال کوه های حمرین در شمال عراق قرار می دهند.

## تاریخ
برای اولین بار آرمانی توسط سارگون به عنوان سرزمین آرمانی نام برده شده است و او به پیروزی بر آن و نابودی شهر افتخار کرده است.او در یکی از کتیبه های خود شرح مفصلی از محاصره و دستگیری پادشاه آرمانی آورده است.آرمانی بعدها از جمله شهرهایی بود که علیه نارام سین قیام کردند.در دوره آشور میانه و کاسی، سرزمین آرمانی در شرق دجله قرار داشت. شاه شلمانسر سوم از فتح هالمان یاد می کند که ظاهرا همان آرمانی است.

## ارتباط نظری با نام ارمنستان
ارمن شناسان اوایل قرن بیستم پیشنهاد کردند که آرمانی قدیمی ترین شکل نام ارمنستان است.